# كيث كولمان
كيث كولمان (بالإنجليزية: Keith Coleman)‏ هو لاعب كرة قدم بريطاني، ولد في 24 مايو 1951. لعب مع دارلينجتون إف سى ووست هام يونايتد.

## وصلات خارجية
- كيث كولمان على موقع قاعدة بيانات كرة القدم.إي يو (الإنجليزية)